# Sint-Martinuskerk (Melle)

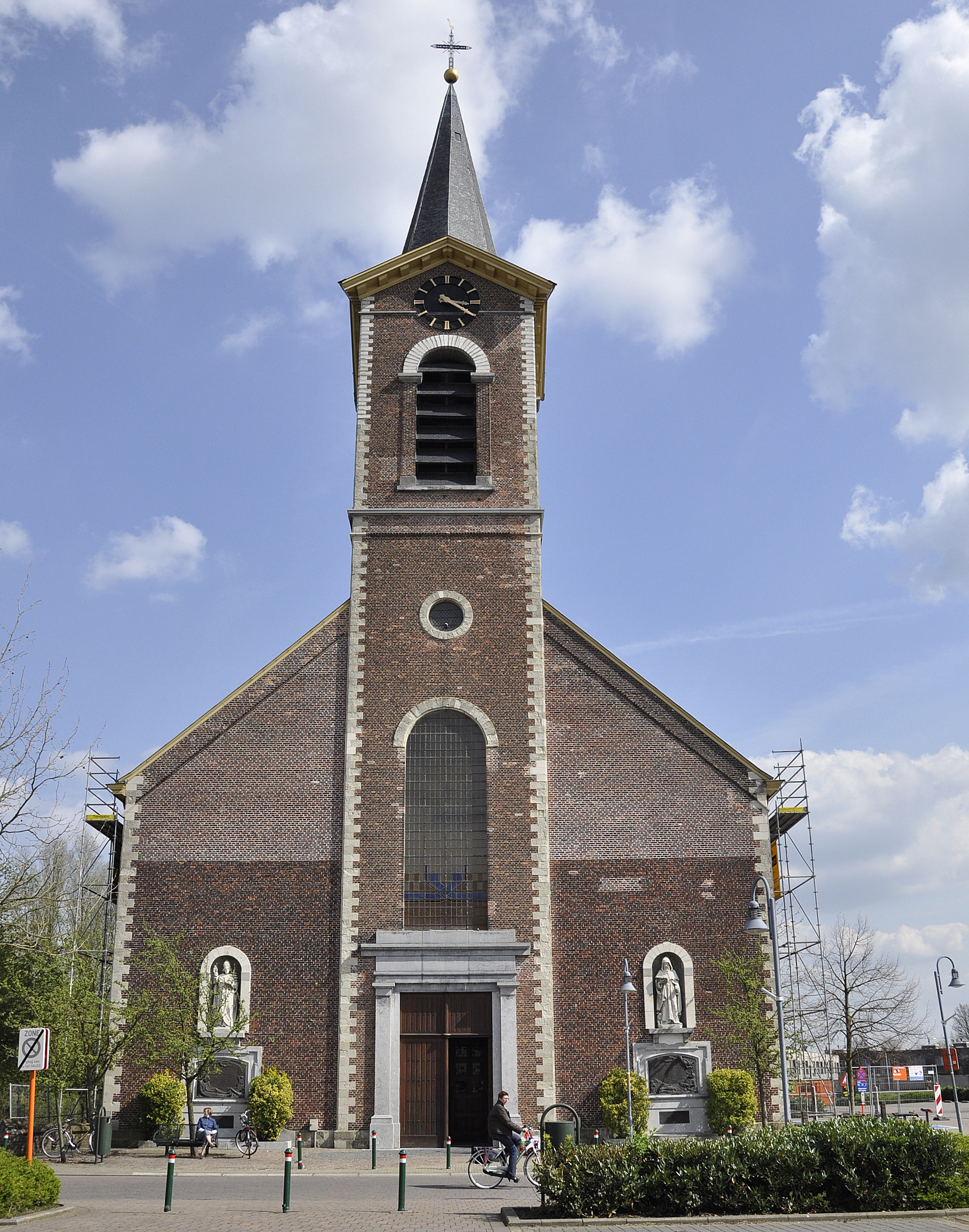
De Sint-Martinuskerk

De Sint-Martinuskerk is een kerkgebouw in de Belgische gemeente Melle. De kerk is toegewijd aan Martinus van Tours.

## Architectuur
Oorspronkelijk stond hier een romaanse kruiskerk, mogelijk uit de 12e eeuw. Bij de poging in 1837 om dit gebouw te vergroten, stortte ze in en werd gesloopt. Hetzelfde jaar startte de bouw van een nieuwe kerk naar de plannen van architect Louis Minard. Van deze kerk stortte de toren in in 1837, die opnieuw werd opgetrokken in 1838; voltooiing van de kerk in 1838 en inzegening in 1841. Deze eenvoudige neoromaanse plattelandskerk heeft in de blinde muurvlakken van de voorgevel twee beelden: Paus Cornelius en Antonius van Egypte, gemaakt door de plaatselijke beeldhouwer Jules Vits. Ook de kruisweg in de kerk is van zijn hand.

## Galerij

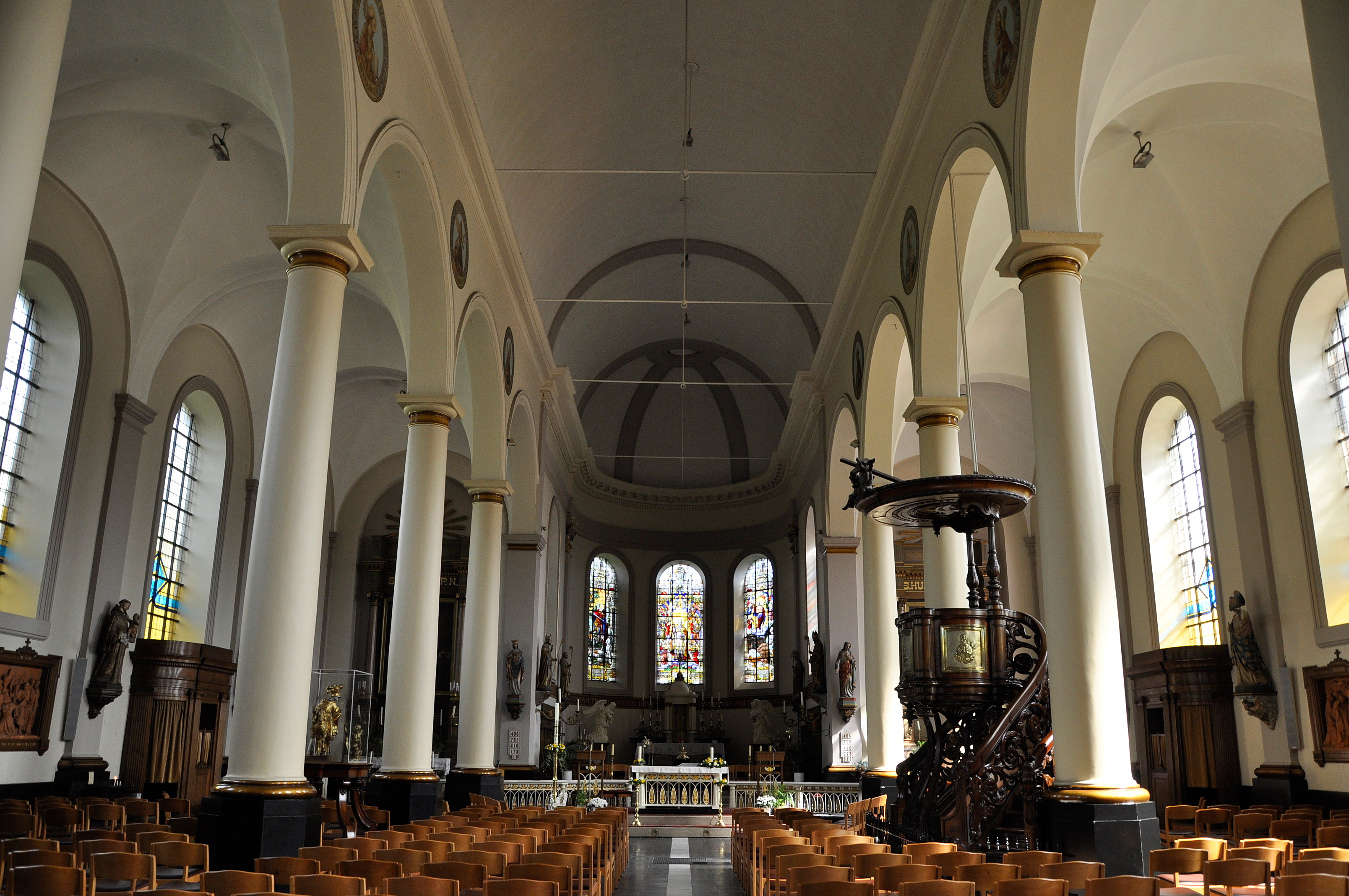
Het kerkschip
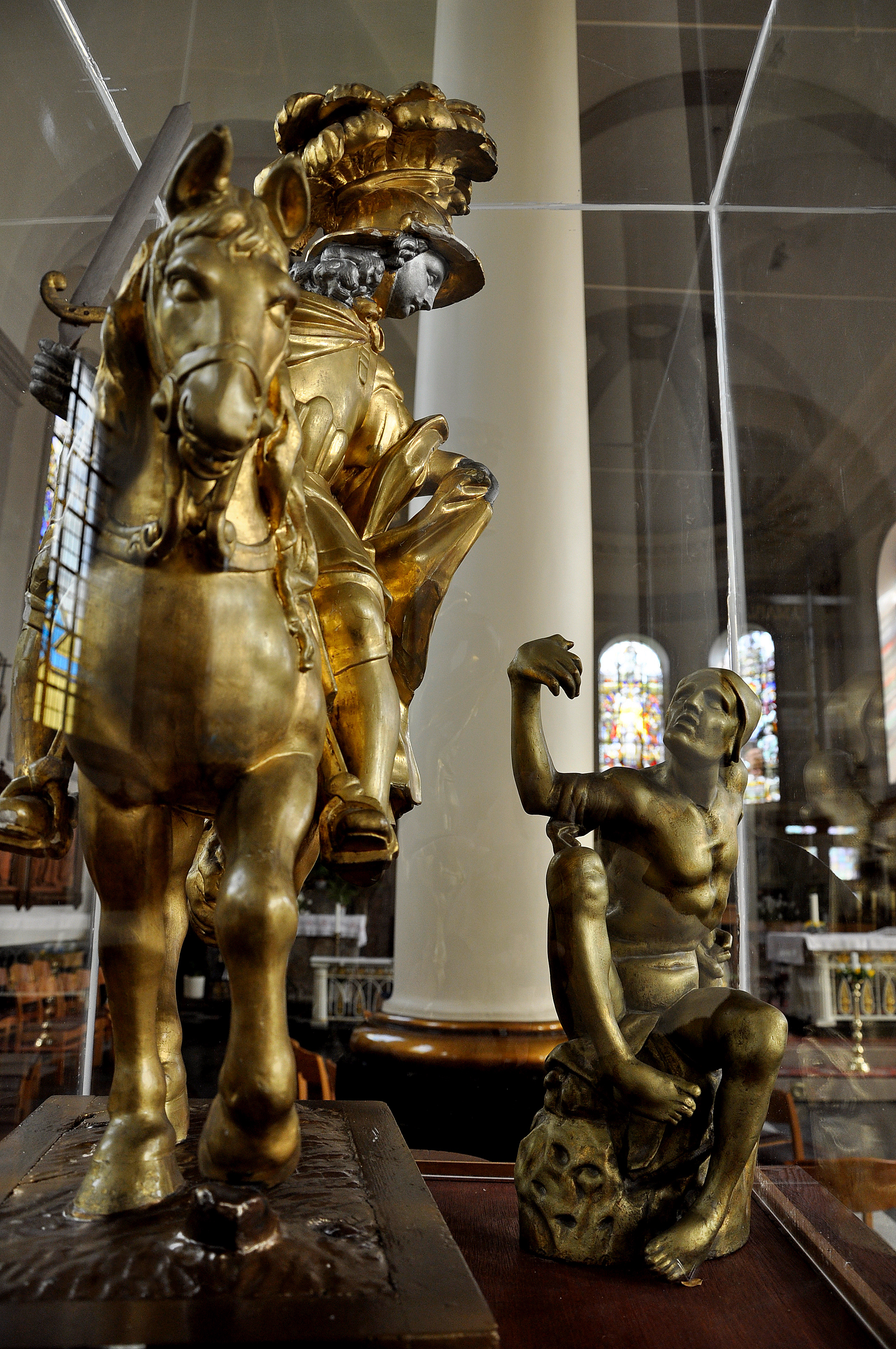
Sint-Martinus van Tours en bedelaar (1865) door Pieter De Vigne
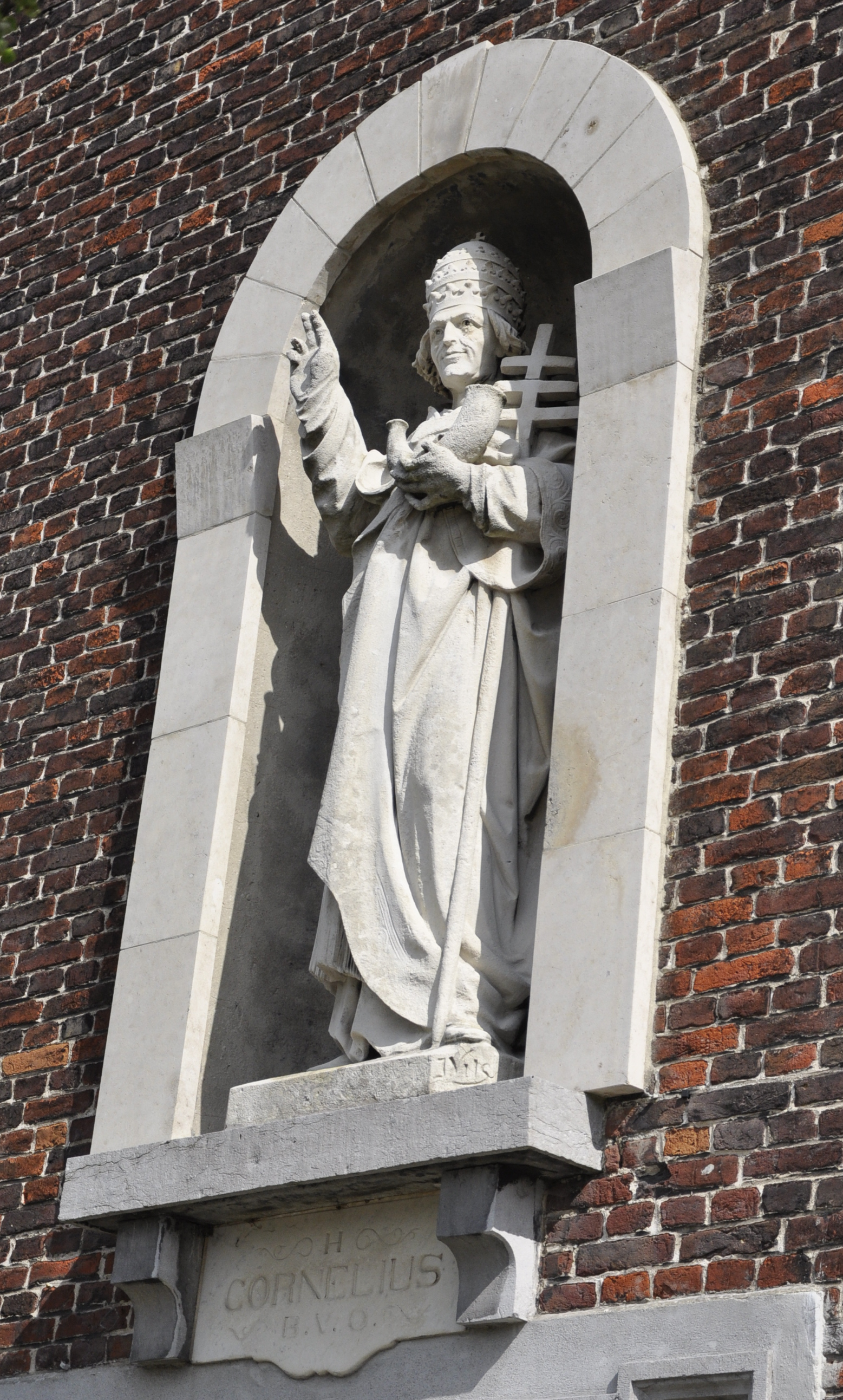
Paus Cornelius op de gevel, door Jules Vits, de plaatselijke beeldhouwer